# 施朗根
施朗根（發音：[ˈʃlaŋən] ⓘ）是德国北莱茵-威斯特法伦州代特莫尔德行政区利珀县的市镇，面积75.97平方千米，2023年12月31日人口为9,391人。